# Mari Kaunistola
Mari Kaunistola, född 1979 i Björneborg, är en finländsk politiker (Samlingspartiet). Hon är ledamot av Finlands riksdag sedan 2023. 
Kaunistola blev invald i riksdagen i riksdagsvalet 2023 med 3 030 röster från Satakunta valkrets.